# Cục Hộ tịch, quốc tịch, chứng thực (Việt Nam)
Cục Hộ tịch, quốc tịch, chứng thực là cơ quan trực thuộc Bộ Tư pháp có chức năng tham mưu, giúp Bộ trưởng Bộ Tư pháp thực hiện quản lý nhà nước, tổ chức thi hành pháp luật về các lĩnh vực hộ tịch, quốc tịch, chứng thực theo quy định của pháp luật và phân cấp, ủy quyền của Bộ trưởng Bộ Tư pháp.
Cục Hộ tịch, quốc tịch, chứng thực thành lập ngày 13/3/2013, theo Nghị định số 22/2013/NĐ-CP ngày 13/3/2013 của Chính phủ.
Chức năng, nhiệm vụ, quyền hạn và cơ cấu tổ chức của Cục Hộ tịch, quốc tịch, chứng thực được quy định tại Quyết định số 1198/QĐ-BTP ngày 29/6/2023 của Bộ trưởng Bộ Tư pháp.

## Nhiệm vụ và quyền hạn
Theo Điều 2, Quyết định số 1198/QĐ-BTP ngày 29/6/2023 của Bộ trưởng Bộ Tư pháp, Cục Hộ tịch, quốc tịch, chứng thực có các nhiệm vụ, quyền hạn chính:
- Xây dựng, trình Bộ trưởng phê duyệt kế hoạch công tác dài hạn, 5 năm, hàng năm của Cục; tham gia xây dựng chiến lược, quy hoạch, kế hoạch phát triển dài hạn, 5 năm, hàng năm của ngành Tư pháp và tổ chức triển khai thực hiện.
- Giúp Bộ trưởng Bộ Tư pháp thực hiện các nhiệm vụ sau:

1. Xây dựng, trình Bộ trưởng ban hành và quản lý sử dụng thống nhất biểu mẫu, giấy tờ, sổ sách về hộ tịch, quốc tịch, chứng thực;
2. Giải quyết thủ tục xin nhập, xin trở lại, xin thôi quốc tịch Việt Nam, tước quốc tịch Việt Nam, hủy bỏ quyết định cho nhập quốc tịch Việt Nam trình Bộ trưởng ký thừa ủy quyền của Thủ tướng Chính phủ để trình Chủ tịch nước; thông báo kết quả giải quyết hồ sơ về quốc tịch theo quy định;
3. Xây dựng, quản lý, khai thác cơ sở dữ liệu hộ tịch, quốc tịch, chứng thực; nghiên cứu ứng dụng công nghệ thông tin phục vụ công tác quản lý nhà nước về hộ tịch, quốc tịch, chứng thực.

- Thực hiện nhiệm vụ quản lý chuyên ngành về hộ tịch, quốc tịch, chứng thực:

1. Rà soát, hệ thống hoá, hợp nhất văn bản quy phạm pháp luật và pháp điển hệ thống quy phạm pháp luật thuộc phạm vi quản lý của Cục theo quy định của pháp luật và phân cấp của Bộ;
2. Theo dõi, đôn đốc, đề xuất giải pháp thúc đẩy việc thực hiện chủ trương, chính sách, pháp luật về đăng ký và quản lý hộ tịch, quốc tịch, chứng thực;
3. Hướng dẫn, tập huấn nghiệp vụ về hộ tịch, quốc tịch, chứng thực trong phạm vi cả nước;
4. Theo dõi, đôn đốc, kiểm tra việc thực hiện các quy định pháp luật về hộ tịch, quốc tịch, chứng thực theo quy định của pháp luật và phân cấp của Bộ;
5. Giải quyết các việc về hộ tịch, quốc tịch, chứng thực theo quy định của pháp luật và phân cấp, ủy quyền của Bộ trưởng Bộ Tư pháp;
6. Tra cứu thông tin, dữ liệu về hộ tịch, quốc tịch, chứng thực theo yêu cầu của cơ quan, tổ chức, cá nhân;
7. Phối hợp với đơn vị liên quan của Bộ Ngoại giao hướng dẫn, bồi dưỡng nghiệp vụ, kiểm tra về hộ tịch, quốc tịch, chứng thực tại cơ quan đại diện Việt Nam ở nước ngoài.
8. Xây dựng và duy trì hoạt động của Trang thông tin về hộ tịch, quốc tịch, chứng thực; xây dựng, quản lý, vận hành, cập nhật, khai thác, sử dụng Cơ sở dữ liệu hộ tịch, quốc tịch, chứng thực;

- Thực hiện nhiệm vụ, quyền hạn khác theo quy định của pháp luật hoặc do Bộ trưởng giao.

## Cơ cấu tổ chức
(Theo Khoản 1b, Điều 3, Quyết định số 1198/QĐ-BTP ngày 29/6/2023 của Bộ trưởng Bộ Tư pháp)
- Văn phòng Cục
- Phòng Quản lý hộ tịch
- Phòng Quản lý quốc tịch
- Phòng Quản lý chứng thực